# Elm Park (metropolitana di Londra)
Elm Park è una stazione della linea District della metropolitana di Londra.
Venne aperta nel 1935 dalla London, Midland and Scottish Railway sul tracciato elettrificato tra Upminster e Barking che era stato costruito nel 1932. La stazione è simile a quella di constructed at Dagenham Heathway e Upney e fu l'ultima ad essere aperta nell'estensione della linea verso est.